# Heterocampa incongrua
Heterocampa incongrua är en fjärilsart som beskrevs av Barnes och Benjamin 1924. Heterocampa incongrua ingår i släktet Heterocampa och familjen tandspinnare. Inga underarter finns listade i Catalogue of Life.